# Que Passa
Que Passa – polska grupa muzyczna założona w 1997 roku, specjalizująca się w mieszance flamenco.

## Skład zespołu
- Jarosław Dzień – gitara akustyczna i flamenco, wokal
- Marcin Hilarowicz – gitara akustyczna
- Kuba Mietła – akordeon
- Łukasz Adamczyk – gitara basowa
- Mirosław Hady – cajón, instrumenty perkusyjne

## Dyskografia
- 2000: Good Day – demo
- 2003: Malcolm
- 2008: For You
- 2009: Street Lights